# Пенелопа білокрила
Пенелопа білокрила (Penelope albipennis) — вид куроподібних птахів родини краксових (Cracidae).

## Поширення
Ендемік Перу. Поширений у регіонах Ламбаєке, Кахамарка та П'юра на північному заході країни. Його ареал обмежений територією завдовжки 190 км і шириною 40 км і розділений головною дорогою та супутнім людським поселенням. Мешкає у невеликих лісистих ярах і прилеглих схилах на західній стороні Анд.

## Чисельність
Кількість птахів, зареєстрованих у 2008 році, становила 135 особин. Однак не був досліджений повний ареал і не всі птахи були враховані. У 2015 році чисельність популяції оцінювалася в 300 птахів.

## Опис
Птах завдовжки до 85,2 см і вагою 1,6 кг. Він чорно-коричневе оперення із зеленим відблиском. Більша частина його передньої частини має короткі білуваті або блідо-сірі смуги. На крила є біла коса смуга. Червонуваті очі оточені голою фіолетовою шкірою. Дзьоб темно-сірий з чорним кінчиком і помаранчевим підростком на горлі.